# Ollie Reinikka
Oliver Mathias Reinikka (né le 2 août 1901 à Shuswap, dans la province de la Colombie-Britannique au Canada - mort le 2 novembre 1962) est un joueur professionnel canadien de hockey sur glace qui évoluait au poste d'attaquant,.

## Biographie
Fils d'immigrants finlandais, Reinikka nait le 2 août 1901 à Shuswap, en Colombie-Britannique, au Canada. Il se fait remarquer lorsqu'il joue pour les Roses de Canmore et rejoint les Maroons de Vancouver dans la Western Canada Hockey League (WCHL). En 1925, il est vendu aux Rangers de New York, nouvelle franchise de la Ligue nationale de hockey. Il ne se fait pas remarquer par ses prestations, ne marquant ni but, ni aide en seize matchs joués avec les Rangers mais son nom reste associé à celui de Ollie Rocco ; en effet, aux débuts de la franchise, le publicitaire Johnny Bruno a l'idée de miser sur les nombreux groupes ethniques de la ville et modifie le nom de deux des joueurs sur la liste officielle pour attirer les communautés juives et italiennes : Lorne Chabot devient Shabotsky et Reinikka devient Rocco. N'ayant pas convaincu, Reinikka termine la saison avec les Indians de Springfield dans la Canadian-American Hockey League (Can-Am) et il est vendu la saison suivante aux Nationals de Stratford. Il termine sa carrière professionnelle en 1932 après avoir évolué pour différentes équipes. De 1934 à 1936, il joue pour les Miners de Rossland dans la West Kootenay Hockey League, ligue amateur de Colombie-Britannique, avant de raccrocher définitivement les patins.
Il meurt en 1962 et est enterré à Canmore. La bourse d'études Olli Reinikka et Ville Masalin est attribuée chaque année par l'association Canadians friends of Finland.

## Statistiques
| Saison     | Équipe                 | Ligue      |    | Saison régulière | Saison régulière | Saison régulière | Saison régulière | Saison régulière |   | Séries éliminatoires | Séries éliminatoires | Séries éliminatoires | Séries éliminatoires | Séries éliminatoires |
| Saison     | Équipe                 | Ligue      | PJ | B                | A                | Pts              | Pun              | PJ               | B | A                    | Pts                  | Pun                  |                      |                      |
| 1920-1921  | Roses de Canmore       | ASHL       | 6  | 1                | 0                | 1                | 0                |                  |   |                      |                      |                      |                      |                      |
| 1921-1922  | Roses de Canmore       | ASHL       |    |                  |                  |                  |                  |                  |   |                      |                      |                      |                      |                      |
| 1922-1923  | Roses de Canmore       | ASHL       | 6  | 2                | 0                | 2                |                  |                  |   |                      |                      |                      |                      |                      |
| 1923-1924  | Roses de Canmore       | ASHL       |    |                  |                  |                  |                  |                  |   |                      |                      |                      |                      |                      |
| 1924-1925  | Maroons de Vancouver   | WCHL       | 19 | 1                | 0                | 1                | 4                |                  |   |                      |                      |                      |                      |                      |
| 1925-1926  | Maroons de Vancouver   | WCHL       | 27 | 10               | 2                | 12               | 8                |                  |   |                      |                      |                      |                      |                      |
| 1926-1927  | Rangers de New York    | LNH        | 16 | 0                | 0                | 0                | 0                |                  |   |                      |                      |                      |                      |                      |
| 1926-1927  | Indians de Springfield | Can-Am     | 16 | 0                | 0                | 0                | 10               | 4                | 1 | 0                    | 1                    | 4                    |                      |                      |
| 1927-1928  | Nationals de Stratford | Can-Pro    | 42 | 8                | 3                | 11               | 12               | 5                | 1 | 0                    | 1                    | 2                    |                      |                      |
| 1928-1929  | Tigers de Hamilton     | Can-Pro    | 19 | 0                | 3                | 3                | 6                |                  |   |                      |                      |                      |                      |                      |
| 1928-1929  | Seahawks de Seattle    | PCHL       | 15 | 2                | 1                | 3                | 2                | 5                | 1 | 1                    | 2                    | 0                    |                      |                      |
| 1929-1930  | Eskimos de Seattle     | PCHL       | 35 | 12               | 3                | 15               | 12               |                  |   |                      |                      |                      |                      |                      |
| 1930-1931  | Tecumsehs de London    | LIH        | 44 | 7                | 5                | 12               | 19               |                  |   |                      |                      |                      |                      |                      |
| 1931-1932  | Tecumsehs de London    | LIH        | 26 | 2                | 0                | 2                | 2                |                  |   |                      |                      |                      |                      |                      |
| 1934-1935  | Miners de Rossland     | WKHL       | 16 | 6                | 8                | 14               | 3                | 2                | 0 | 1                    | 1                    | 2                    |                      |                      |
| 1935-1936  | Miners de Rossland     | WKHL       | 4  | 1                | 2                | 3                | 1                | 2                | 1 | 3                    | 4                    | 0                    |                      |                      |
| 1936-1937  | Miners de Rossland     | WKHL       | 14 | 1                | 7                | 8                | 6                |                  |   |                      |                      |                      |                      |                      |
| Totaux LNH | Totaux LNH             | Totaux LNH | 16 | 0                | 0                | 0                | 0                |                  |   |                      |                      |                      |                      |                      |